# Sam Yun
Sam Yun (en khmer, le nom est en fait សាន យន់ ; né en 1905 et mort le 17 avril 1975), est un homme politique cambodgien, premier ministre du Cambodge entre le 25 octobre 1956 et le 9 avril 1957.